# Joaquim Alves Brás
Joaquim Alves Brás (Casegas, 20 de março de 1899 - Lisboa, 13 de março de 1966) foi um sacerdote português lembrado por ser defensor da família. Confrontado com a situação dramática sob o aspecto económico e moral em que muitas empregadas domésticas se encontravam naquele tempo começou por se dedicar à formação das jovens desamparadas que se encontravam no serviço doméstico, para depois se consagrar ao apostolado familiar.
O padre Brás foi fundador da Obra de Santa Zita e do Instituto Secular das Cooperadoras da Família e desde 2008, com a promulgação das virtudes heroicas do religioso pelo Papa Bento XVI, tornou-se venerável pela Igreja Católica.